# Венгожево (гмина)
Венгожево (пол. Węgorzewo) — городско-сельская гмина (уезд) в Польше, входит как административная единица в Венгожевский повет, Варминьско-Мазурское воеводство. Население — 17 116 человек (на 2004 год).

## Демография
Данные по переписи 2004 года:
| Перепись                       | Всего   | Всего | Женщины | Женщины | Мужчины | Мужчины |
| ------------------------------ | ------- | ----- | ------- | ------- | ------- | ------- |
| Единицы                        | человек | %     | человек | %       | человек | %       |
| Население                      | 17 116  | 100   | 8574    | 50,1    | 8542    | 49,9    |
| Плотность населения (чел./км²) | 50,2    | 50,2  | 25,1    | 25,1    | 25      | 25      |

## Сельские округа
1. Бжозово
2. Червоны-Двур
3. Домбрувка-Мала
4. Длужец
5. Гуя
6. Якуново
7. Янувко
8. Каль
9. Кальске-Новины
10. Карлово
11. Климки
12. Мадки
13. Огонки
14. Парова
15. Перлы
16. Пильва
17. Прыново
18. Радзее
19. Руже
20. Рудзишки
21. Руска-Весь
22. Ставки
23. Стренгель
24. Стулихы
25. Штынорт
26. Трыгорт
27. Венгельштын
28. Вильково
29. Высеча

## Поселения
1. Бедашки
2. Довяцке-Новины
3. Ежиково
4. Камень
5. Камёнек-Вельки
6. Кетлице
7. Колёня-Рыбацка
8. Лабапа
9. Ленгварово
10. Мамерки
11. Матыски
12. Нова-Гуя
13. Пастернак
14. Пнево
15. Пшистань
16. Ружевец
17. Рыдзувка
18. Скшипы
19. Собин
20. Стависка
21. Сурвиле
22. Штынорт-Малы
23. Тарлавки
24. Весолово
25. Зациш
26. Зацише
27. Зелёны-Острув

## Соседние гмины
1. Гмина Будры
2. Гмина Гижицко
3. Гмина Кентшин
4. Гмина Позездже
5. Гмина Сроково